# ATC kód M03
ATC kód M03 Myorelaxancia je hlavní terapeutická skupina anatomické skupiny M. Muskuloskeletální systém.

## M03A Periferně působící myorelaxancia

### M03AB Deriváty cholinu
M03AB01 Suxamethonium

### M03AC Jiné kvarterní amoniové sloučeniny
M03AC01 Pancuronium
M03AC03 Vecuronium
M03AC04 Atrakurium
M03AC06 Pipekuronium
M03AC09 Rocuronium bromid
M03AC10 Mivacurium
M03AC11 Cisatrakurium

### M03AX Jiná periferně působící myorelaxancia
M03AX01 Botulotoxin

## M03B Centrálně působící myorelaxancia

### M03BA Estery kyseliny karbamové
M03BA52 Karisoprodol, kombinace kromě psycholeptik

### M03BC Ethery chemicky blízké antihistaminikům
M03BC51 Orfenadrin, kombinace

### M03BX Jiná centrálně působící myorelaxancia
M03BX01 Baklofen
M03BX02 Tizanidin
M03BX04 Tolperison
M03BX05 Thiokolchikosid
M03BX07 Tetrazepam

## M03C Přímo působící myorelaxancia

### M03CA Dantrolen a deriváty
M03CA01 Dantrolen

## Poznámka
- Registrované léčivé přípravky na území České republiky.
- Informační zdroj: Státní ústav pro kontrolu léčiv, Všeobecná zdravotní pojišťovna.